# Vicente Dutra
Vicente Dutra é um município brasileiro do estado do Rio Grande do Sul. Localiza-se a uma latitude 27°09'43" sul e a uma longitude 53°24'19" oeste, estando a uma altitude de 289 metros. Sua população estimada em 2004 era de 5 874 habitantes. Possui uma área de 195,12 km². É um município que conta com as águas do rio Uruguai e que faz divisa fluvial com o estado de Santa Catarina.